# 共和黨 (亞美尼亞)

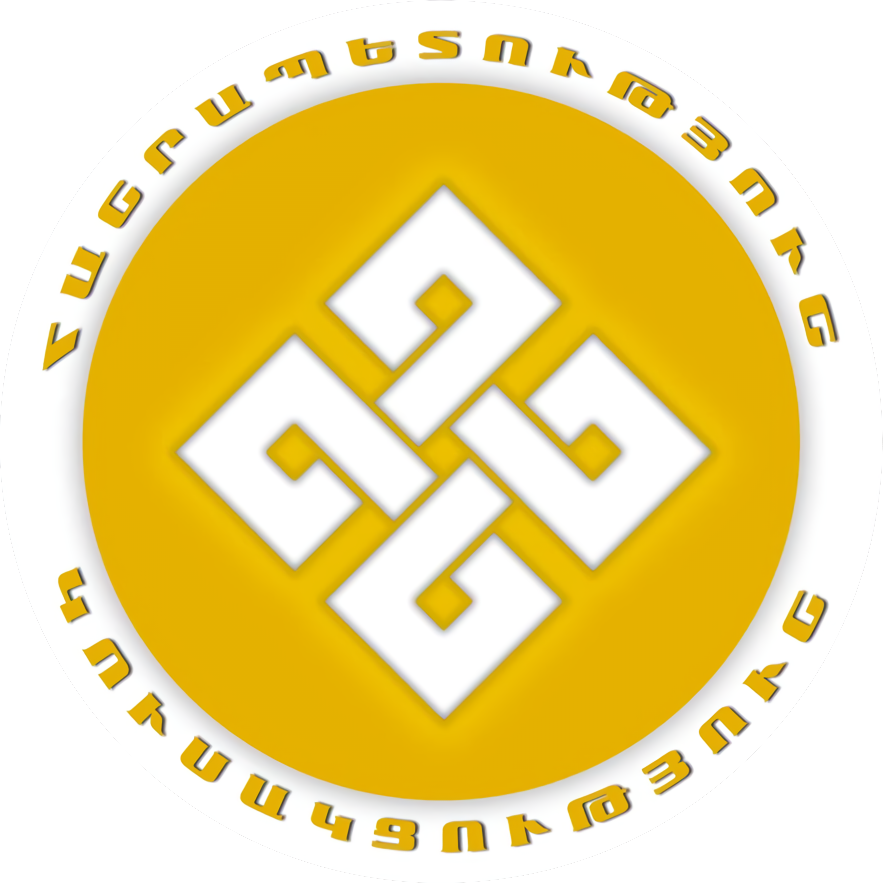
亚美尼亚共和党标志

共和黨（亞美尼亞語：Հանրապետություն կուսակցություն）是亞美尼亞的一個親歐洲主義政黨。該黨於2001年4月成立。

## 歷史
共和黨參加2003年亞美尼亞議會選舉後，於131個席位中獲得1個席位。共和黨與正義聯盟結盟。在2007年亞美尼亞議會選舉中，該黨獲得1.65%的選票數因而未能獲得任何席位。 
共和黨參加2012年亞美尼亞議會選舉，獲得兩個席位。 
在2017年亞美尼亞議會選舉和2017年葉里溫市議會選舉中，共和黨作為出路聯盟的一部分與公民合約黨和光明亞美尼亞黨一起參加選舉，各自獲得少量席位。
在2018年亞美尼亞議會選舉之前，共和黨與自由民主黨結成新聯盟，稱為我們聯盟。該聯盟僅獲得2%的選票。由於這低於5%的最低門檻，共和黨未能在亞美尼亞國民議會中獲得任何席位。 
2021年4月12日，共和黨參加2021年亞美尼亞議會選舉。選舉後，該黨獲得3.04%的選票，未能在亞美尼亞國民議會中贏得任何席位。共黨目前作為亞美尼亞國民議會外的反對黨而存在。
2021年11月，共和黨黨確實參加了迪利然和梅格里的地方選舉，分別在迪利然與梅格里的市議會中贏得1個席位和6個席位。
2023年1月30日，阿拉姆·薩爾基相與亞美尼亞總理尼科爾·帕希尼揚舉行了磋商會議。

## 意識形態
共和黨表示，其意識形態既有自由主義觀點，也有保守主義觀點，但在大多數問題上傾向於採取中間主義之態度。
共和黨主張亞美尼亞應與歐盟建立更密切的關係，並支持亞美尼亞最終加入歐盟。
在2021年—2023年亞美尼亞—亞塞拜然邊境危機後，共和黨呼籲亞美尼亞退出歐亞經濟聯盟和集體安全條約組織，並要求亞美尼亞重新調整與美國的軍事合作。共和黨還呼籲亞美尼亞政府提交亞美尼亞加入歐盟的申請。